# 山口県の資格者配置路線
山口県の資格者配置路線（やまぐちけんのしかくしゃはいちろせん）とは、交通誘導警備業務に関し、道路又は交通の状況により、山口県公安委員会が道路における危険を防止するため必要と認める路線である。当該路線で交通誘導警備業務を実施するにあたっては、交通誘導警備業務を実施する場所ごとに、交通誘導警備業務1級検定又は2級検定の合格証明書の交付を受けた警備員を1名以上配置しなければならない。

## 告示・施行
- 2006年10月20日：告示　　山口県公安委員会告示第71号
- 2007年4月1日：施行

## 路線一覧
|    | 路線名           | 区間         |
| -- | ---------------- | ------------ |
| 1  | 国道2号          | 山口県の全域 |
| 2  | 国道9号          | 山口県の全域 |
| 3  | 国道188号        | 全域         |
| 4  | 国道190号        | 全域         |
| 5  | 国道191号        | 山口県の全域 |
| 6  | 国道262号        | 全域         |
| 7  | 国道316号        | 全域         |
| 8  | 国道435号        | 全域         |
| 9  | 国道437号        | 山口県の全域 |
| 10 | 国道490号        | 全域         |
| 11 | 県道岩国玖珂線   | 全域         |
| 12 | 県道下関長門線   | 全域         |
| 13 | 県道下松田布施線 | 全域         |
| 14 | 県道下松新南陽線 | 全域         |